# Fianga (jezioro)
Fianga – jezioro w regionie Mayo-Kebbi Est w południowo-zachodnim Czadzie na granicy z Kamerunem. Jest zasilane przez bagna, położone na wschód od jeziora. Bagna te, czy też tereny zalewowe, zostały przez rząd Czadu zgłoszone do ochrony w ramach konwencji ramsarskiej pod nazwą Plaines d’inondation du Logone et les dépressions Toupouri. Obszar jest odwadniany od północy przez kanał połączony z rzeką Logon, a od południa kanałem do Mayo Kébbi. Jezioro położone jest na dziale wodnym między kotliną Czadu a doliną Nigru.